# Solanum irregulare
Solanum irregulare är en potatisväxtart som beskrevs av Conrad Vernon Morton. Solanum irregulare ingår i släktet skattor som ingår i familjen potatisväxter. Inga underarter finns listade i Catalogue of Life.